# Trichovelleda rufula
Trichovelleda rufula là một loài bọ cánh cứng trong họ Cerambycidae.